# Langenzersdorf
Langenzersdorf là một thị trấn ở huyện Korneuburg trong bang Niederösterreich, ở nước Áo. Đô thị này có diện tích 10,68 km², dân số năm 2001 là 7261 người.